# Hermann Miesbauer

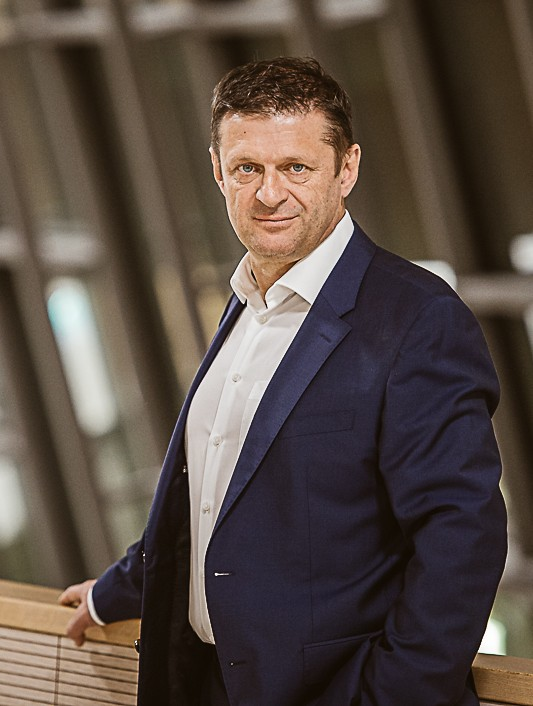
Hermann Miesbauer

Hermann Miesbauer (* 3. Juli 1962 in Gmunden) ist ein österreichischer Komponist, Musiker und Chemiker. Er ist bekannt für seine vielfältigen Kompositionen und seine Tätigkeit als Posaunist sowie für seine Arbeit im Bereich der Chemie.

## Leben und Wirken
Hermann Miesbauer wuchs in Scharnstein an der Alm auf, einem Gebirgsfluss, der seine Inspiration für Musik und Naturwissenschaften prägte. Nach der Matura an der HTL für chemische Betriebstechnik in Wels absolvierte er ein Studium der Jazzposaune am Brucknerkonservatorium in Linz bei Christian Radovan, das er mit Auszeichnung abschloss. Anschließend erwarb er mehrere Abschlüsse an der Anton Bruckner Privatuniversität in Linz, darunter einen Master of Arts in Klassischer Komposition mit Auszeichnung bei Gunter Waldek und einen Bachelor of Arts in Musiktheorie.
Als Musiker ist Miesbauer bestrebt, jedes Konzert zu einem unvergesslichen Erlebnis zu machen. Sein Hauptinstrument, die Posaune, nutzt er sowohl als erzählerisches Element als auch als kraftvolles Ausdrucksmittel. Er arbeitete Posaunist, Arrangeur oder Komponist unter anderem mit  George Nussbaumer, Bill Ramsey, Ray Anderson, Joseph Bowie, Heinz von Hermann, Cesar Sampson, Andie Gabauer, Monika Ballwein, Apline Zabine, Matthäus Schmidlechner, Alfons Haider, Jan Harrington und Eric Papilaya auf.
In seiner Funktion als Komponist hat er zahlreiche Werke geschaffen, darunter für die Firma "Silhouette – Passion for Excellence", für das Festival "Rock in Rio", für die ARTE-Dokumentation "Die Gärten von New York" und für das Crossover-Projekt (DJ und Orchester) "SABO|TAGE".
Neben seiner musikalischen Karriere ist Miesbauer auch als Chemiker tätig. Er hat mehrere wissenschaftliche Arbeiten veröffentlicht, darunter die Entwicklung eines einfachen Geräts zur kontinuierlichen Sammlung von Schwebstoffen in Flüssen.

## Werke (Auswahl)
Wesentliche Kompositionen aus seiner Feder: 
- "Silhouette – Passion for Excellence"
- "Rock in Rio"
- "Die Gärten von New York"
- "SABO|TAGE"
- Operette „Cilli und der schwarze Graf“
- Musical "Alba"[5]
- Musical "Hammer!"[6]

## Aktuelle Projekte
Hermann Miesbauer ist ein vielseitiger Musiker, der in verschiedenen Bands und Orchestern als Arrangeur, Leiter und Musiker tätig ist. Hier eine Übersicht seiner aktuellen und früheren Engagements:
- RAT Big Band: Als Gründer, Leiter und Musiker prägt Miesbauer diese Formation maßgeblich.[7]
- Monday Night Orchester: Gemeinsam mit dem Posaunisten Manfred Aschauer leitet er dieses Orchester, das monatlich im Alten Schlachthof in Wels auftritt. Das Repertoire umfasst Big-Band-Jazz auf höchstem Niveau mit Arrangements von Thad Jones, Bob Brookmeyer, Gil Evans und eigenen Bearbeitungen.[8]
- pt art orchester: Seit vielen Jahren ist Miesbauer Mitglied in verschiedenen Formationen dieses von Norbert Hebertinger geleiteten Orchesters, darunter Streich- und Blasorchester, Big Band und Tanzorchester.[9]
- Historische Blaskapelle "Strebitzer": Als Bassflügelhornist spielt Miesbauer in dieser einzigartigen Kapelle, die traditionelle Blasmusik des 19. Jahrhunderts auf Originalinstrumenten präsentiert.[10]
- Grobblech: Dieses Trio aus drei Blechbläsern bietet A-cappella-Darbietungen mit Einflüssen aus Jazz, Rock und Blues.[11]
- T-Bones: In dieser seltenen Besetzung aus vier Posaunen, Klavier, Bass, Schlagzeug und Sängerin fungiert Miesbauer als erster Posaunist, Komponist und Arrangeur.[12]

## Veröffentlichungen
- A New Simple Suspended-Load Sampler: Continuous Particulate Matter Collection from Rivers with Low and High Suspended Matter Load[13]
- Determination of trace elements in macrozoobenthos samples by total reflection X-ray fluorescence analysis[13]
- The Last Domicile of the Iceman from Hauslabjoch: A Geochemical Approach Using Sr, C and O Isotopes and Trace Element Signatures[13]
- Ecological studies on the freshwater pearl mussel (Margaritifera margaritifera (L.), Margaritiferidae, Bivalvia, Mollusca) in the River Waldaist (Austria)[13]
- Multielement determination in sediments, pore water and river water of Upper Austrian rivers by total-reflection X-ray fluorescence1[13]
- Ecological studies on the freshwater pearl mussel (Margaritifera margaritifera (L.), Margaritiferidae, Bivalvia, Mollusca) in the River Waldaist (Austria)[13]

## Diskografie
- RAT Big Band plays Glenn Miller[14]
- RAT Big Band Live featuring Jan Harrington[14]
- RAT Big Band: Only Music[14]
- Bruckners Unlimited: Bruckner's Beste[15]
- Bruckners Unlimited: Bruckner's Zweitbeste[14]
- Bruckners Unlimited: Bruckner's Drittbeste[15]
- Juke Joint Blues Band: Der Plan woa Guat[14]
- ptArt-Orchester Linz: A Night Like This[16]
- Roi Blech: Schön[17]
- Roi Blech: Funkt[17]